# 阿洛讷 (曼恩-卢瓦尔省)
阿洛讷（法語：Allonnes，法語發音：[alɔn] ⓘ）是法国曼恩-卢瓦尔省的一个市镇，属于索米尔区。

## 地理
阿洛讷（47°17'35"N, 0°1'24"E）面积36.33 平方千米，位于法国卢瓦尔河地区大区曼恩-卢瓦尔省，该省份为法国西部内陆省份，大致对应安茹地区，北起顺时针与马耶讷省、萨尔特省、安德尔-卢瓦尔省、维埃纳省、德塞夫勒省、旺代省、大西洋卢瓦尔省和伊勒-维莱讷省接壤。
与阿洛讷接壤的市镇（或旧市镇、城区）包括：布兰叙阿洛讷、拉布雷耶莱潘、讷耶、索米尔、卢瓦尔河畔瓦雷讷、维勒贝尔尼耶、维维。

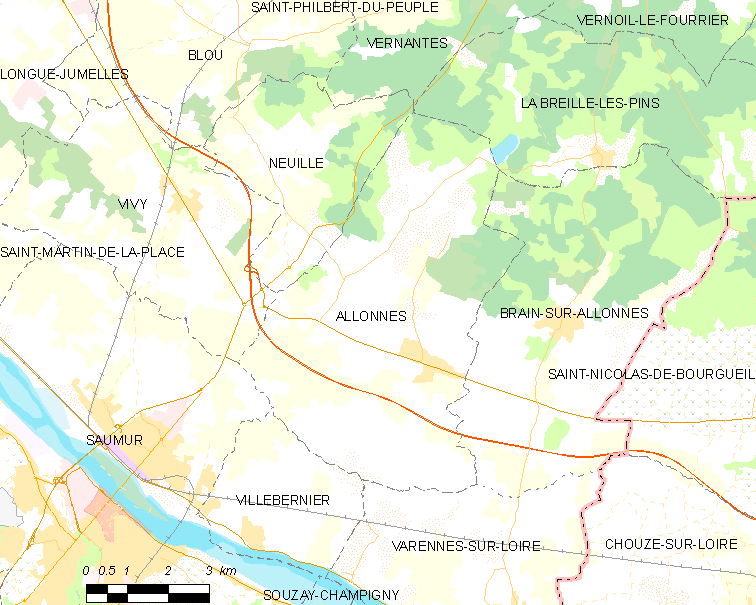
的OSM定位图

阿洛讷的时区为UTC+01:00、UTC+02:00（夏令时）。

## 行政
阿洛讷的邮政编码为49650，INSEE市镇编码为49002。

## 政治
阿洛讷所属的省级选区为隆盖-瑞梅勒县。

## 人口

1962-2008年间人口变化图示

阿洛讷于2022年1月1日时的人口数量为2925人。